# Morgan (Utah)
Morgan es una ciudad del condado de Morgan, estado de Utah, Estados Unidos. Recibe el nombre de Jedediah Morgan Grant, un líder de la Iglesia de Jesucristo de los Santos de los Últimos Días. Según el censo de 2000, la ciudad tiene una población de 2.635 habitantes. Es la capital del condado de Morgan.

## Geografía
Morgan se encuentra en las coordenadas 41°2′28″N 111°40′34″O / 41.04111, -111.67611.
Según la oficina del censo de Estados Unidos, la ciudad tiene una superficie total de 8,3 km². No tiene superficie cubierta de agua.